# La Dinastía
La Dinastía fue un periódico conservador y monárquico publicado en la ciudad española de Barcelona entre 1883 y 1904.

## Descripción
El periódico, nacido en 1883, estuvo vinculado al partido liberal-conservador de Cánovas del Castillo. Entre sus directores se encontró Marcial Morano, que abandonó el puesto en 1900. Luis Alfonso y Casanovas llegó a ser redactor-jefe del periódico. Cesó su publicación en 30 de junio de 1904, coincidiendo con el abandono de la política de Manuel Planas y Casals.